# Camillo Golgi
Camillo Golgi (Corteno Golgi, 7. srpnja 1843. – Pavia, 21. siječnja 1926.), talijanski liječnik i znanstvenik.
Rođen je u selu Corteno Golgiu u središnjim Alpama, provincija Brescia, Lombardija, Italija. Njegov otac je bio liječnik. Golgi je studirao medicinu na Sveučilištu Paviji u Paviji, gdje je radio u laboratoriju za eksperimentalnu patologiju kod Giulia Bizzozera, koji je razjasnio svojstva koštane srži. Golgi je diplomirao 1865.g. Velik dio karijere proveo je proučavajući središnji živčani sustav. U drugoj polovici 19. stoljeća nisu postojale dobre tehnike bojanja tkiva za živčanog tkiva. Dok je radio kao glavni liječnik u psihijatrijskoj bolnici radio je eksperimente impregniranja metala u živčano tkivo uglavnom koristeći srebro.
Otkrio je metodu obilježavanja čitavih živčanih stanica (neurona), ali u slučajnom uzorku. To mu je omogućilo promatranje povezanosti živčanih stanica (živčani putevi) u mozgu). Svoje otkriće nazvao je "crna reakcija", koje je kasnije preimenovano prema njemu (Golgijeva metoda). Razlog zašto je obilježavanje stanica slučajno, zašto su neke stanice obojene, a neke ne, još uvijek nije razjašnjen.
"Crna reakcija" sastoji se od vezivanja čestica srebrnog kromata za neurilemu (membranu neurona) reakcijom srebrnog nitrata s kalijevim dikromatom. Rezultat su crni depoziti na somi, aksonu i svim dendritima što omogućuje vrlo jasnu sliku neurona na žutoj pozadini.    
Uz ovo otkrića, Gogli je otkrio tetivni senzorni organ koje nosi njegovo ime (Golgijev receptor). Proučava je životni ciklus Plasmodium falciparum (uzročnika malarije) i povezao je početak vručice u malariji sa životnim ciklusom organizma. Koristeći svoju tehniku bojanja Golgi je otkrio unutarstanični retikularni aparat 1898.g. koji nosi njegovo ime (Golgijev aparat).
U fiziologiji bubrega Golgi je poznat po tome što je prvi pokazao da se distalni tubul nefrona vraća glomerolusu od kojeg polazi. Otkriće iz 1889.g.(Golgi, C. Annotazioni intorno alli'Istologia dei reni dell'uomo e di altri mammifieri e sull'istogenesi dei canalicoli oriniferi. Rendiconti R. Acad. Lincei 5: 545-557, 1889.)
Golgi je zajedno s Santiagom Ramón y Cajalom dobio Nobelovu nagradu za fiziologiju i medicinu 1906.g. za doprinos proučavanju struktura u živčanom sustavu.
Golgi je preminuo u Pavii, Italija u siječnju 1926.g.

## Vanjske poveznice
- (engl.) Život i otkrića Camilla Golgija  Arhivirana inačica izvorne stranice od 14. lipnja 2006. (Wayback Machine)
- (engl.) Nobelova nagrada za fiziologiju ili medicinu 1906.g.  Arhivirana inačica izvorne stranice od 4. prosinca 2008. (Wayback Machine)